# グラント・レッドビター
グラント・リードビター（Grant Leadbitter, 1986年1月17日 - ）は、イングランドの元サッカー選手。現役時代のポジションはMF。

## 経歴

### クラブ
サンダーランドAFCのアカデミー出身。2003年9月、リーグカップのハダースフィールド・タウンFC戦でトップデビューを果たした。2009年9月1日、移籍金260万ポンドでイプスウィッチ・タウンFCに加入。
2012年5月29日、チャンピオンシップのミドルズブラFCにフリーで加入。2019年1月、古巣サンダーランドAFCにフリーで再加入した。2021年9月14日、現役引退を表明した。

### 代表
年代別のイングランド代表歴がある。

## 所属クラブ
- サンダーランドAFC 2003-2009

→ ロザラム・ユナイテッドFC 2005 (loan)
- イプスウィッチ・タウンFC 2009-2012
- ミドルズブラFC 2012-2019
- サンダーランドAFC 2019-2021